# Iso Tulijärvi
Iso Tulijärvi eller Tulijärvi är en sjö i Finland. Den ligger i kommunen Puolango i landskapet Kajanaland, i den centrala delen av landet, 500 km norr om huvudstaden Helsingfors. Iso Tulijärvi ligger 211 meter över havet. Den är 2,34 meter djup. Arean är 25,4 hektar och strandlinjen är 3,58 kilometer lång. Sjön  ingår i Uleälvens huvudavrinningsområde. 